# Lake Istokpoga
Lake Istokpoga ist ein See im Highlands County im US-Bundesstaat Florida.
Der See hat eine Fläche von 121 km² und ist an der tiefsten Stelle nur zwei Meter tief. Am Ufer liegt der Ort Lorida sowie die Motorsport-Rennstrecke von Sebring.